# Vinckersum

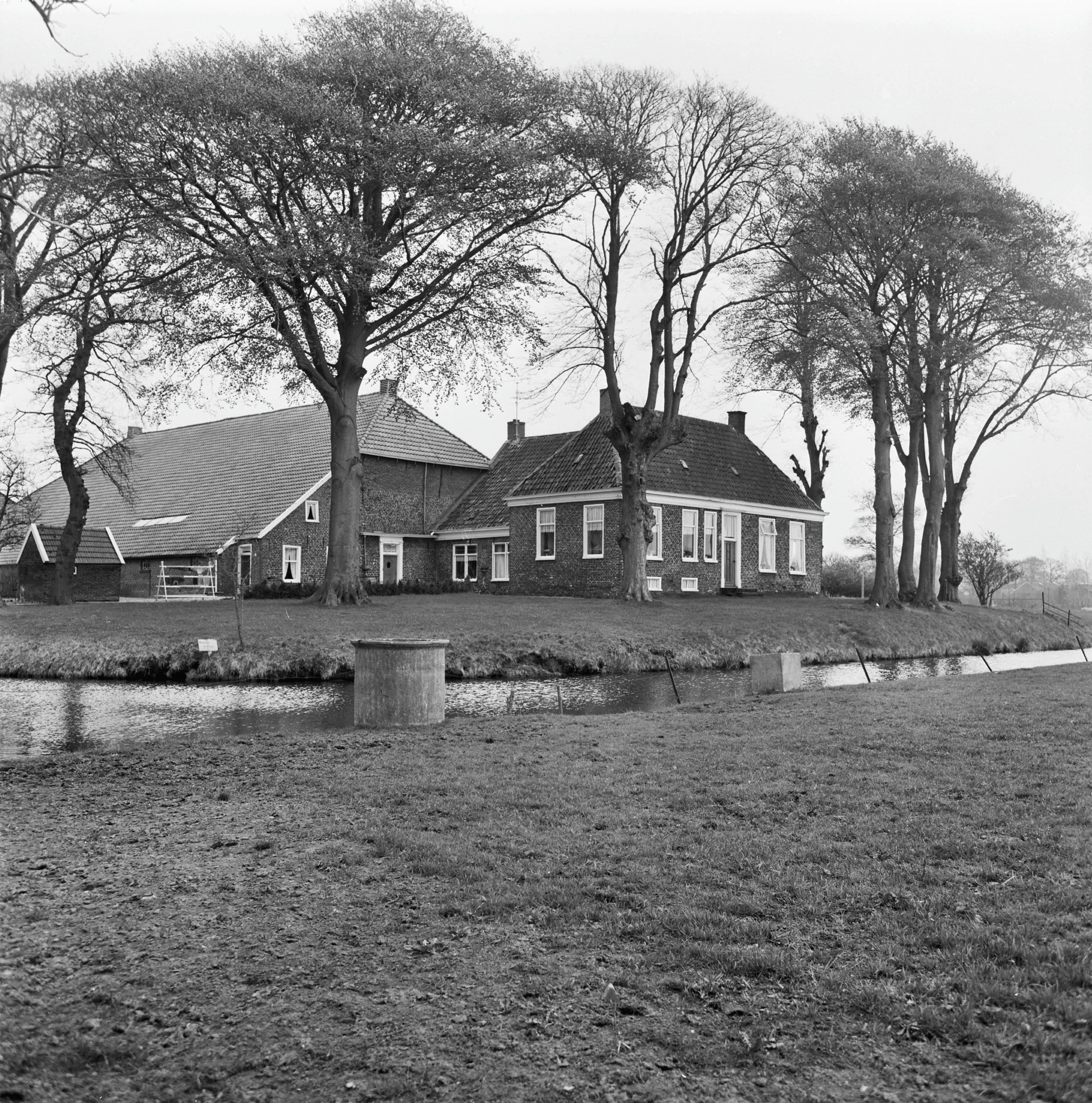
Vinckersum in 1969

Vinckersum is een monumentale omgrachte boerderij in het dorp Schildwolde in de Nederlandse provincie Groningen. Het is de oudste boerderij van het dorp.
De boerderij, een vroegere buitenplaats, is vooral bekend van de 17e-eeuwse stenen duivenslagpoort achter de boerderij.

## Geschiedenis
Wanneer de boerenplaats is ontstaan is niet bekend. In de 17e eeuw woonde er de doopsgezinde luitenant Johan Meints Vinckers, die lid was van de Hoofdmannenkamer. De wapens van hem en zijn vrouw Renske Sibinga staan op de duivenslagpoort op de dam in de gracht achter de boerderij die ook het bouwjaar 1659 draagt. Voorheen was deze dam een brug. In 1941 werd de poort met hulp van jonkheer Rhijnvis Feith en geld vanuit diverse begunstigden gerestaureerd door architect Adriaan Wittop Koning. De duivenslag had al voor de restauratie geen functie meer: in plaats van de gaten voor de duiven zijn er zwarte stippen op geschilderd. In 2010 werd de poort opnieuw hersteld met geld van de Vereniging Stad & Lande.
Het onderkelderde voorhuis van de huidige boerderij stamt in de basis mogelijk uit de 18e eeuw. In 1802 werd de huidige schuur aangebouwd. Ozinga melde in 1940 dat de boerderij nog een kamer bezat met Lodewijk XIV-behang.

In 1973 werd Vinckersum aangewezen als rijksmonument.

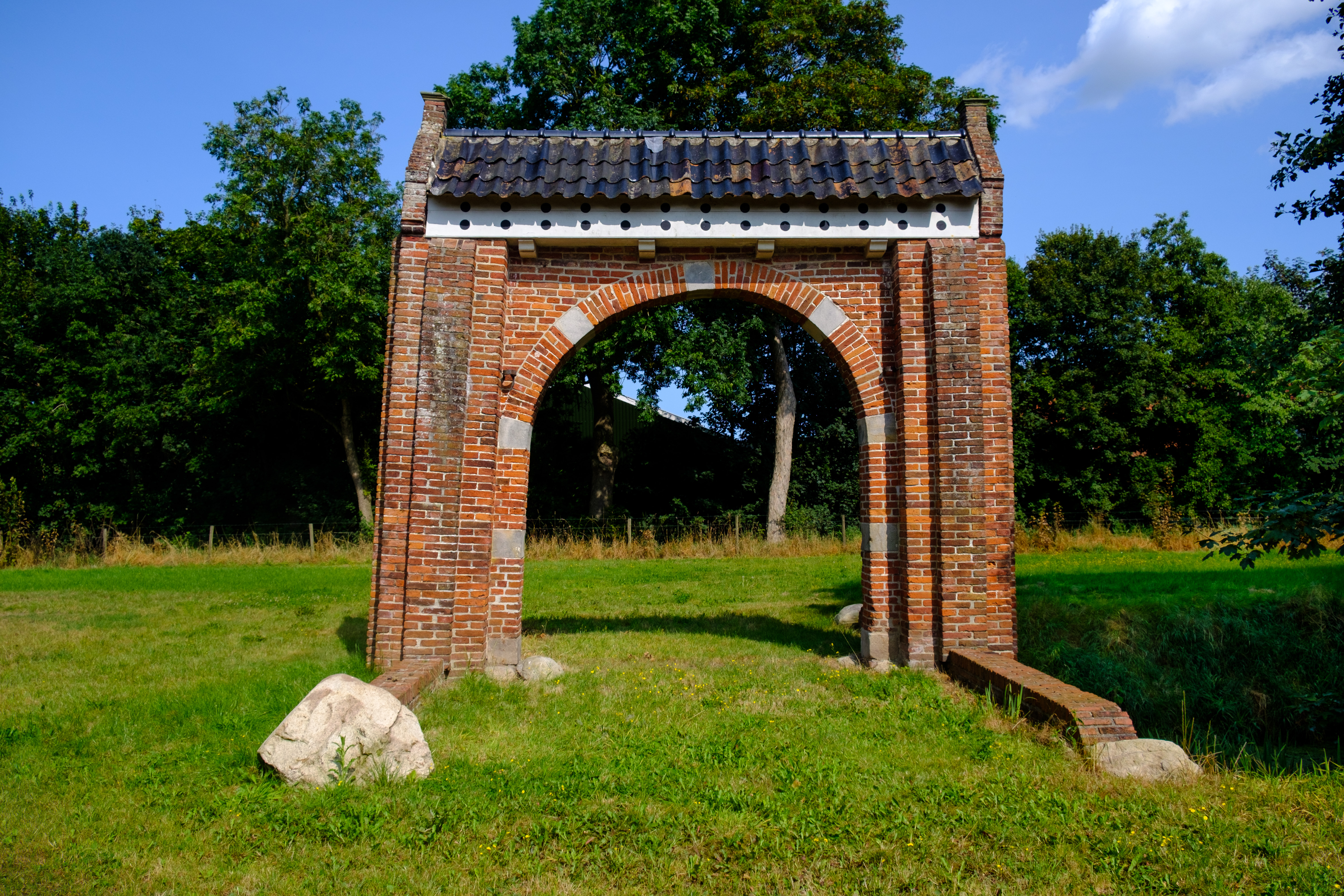
De duivenslagpoort gezien naar de weg
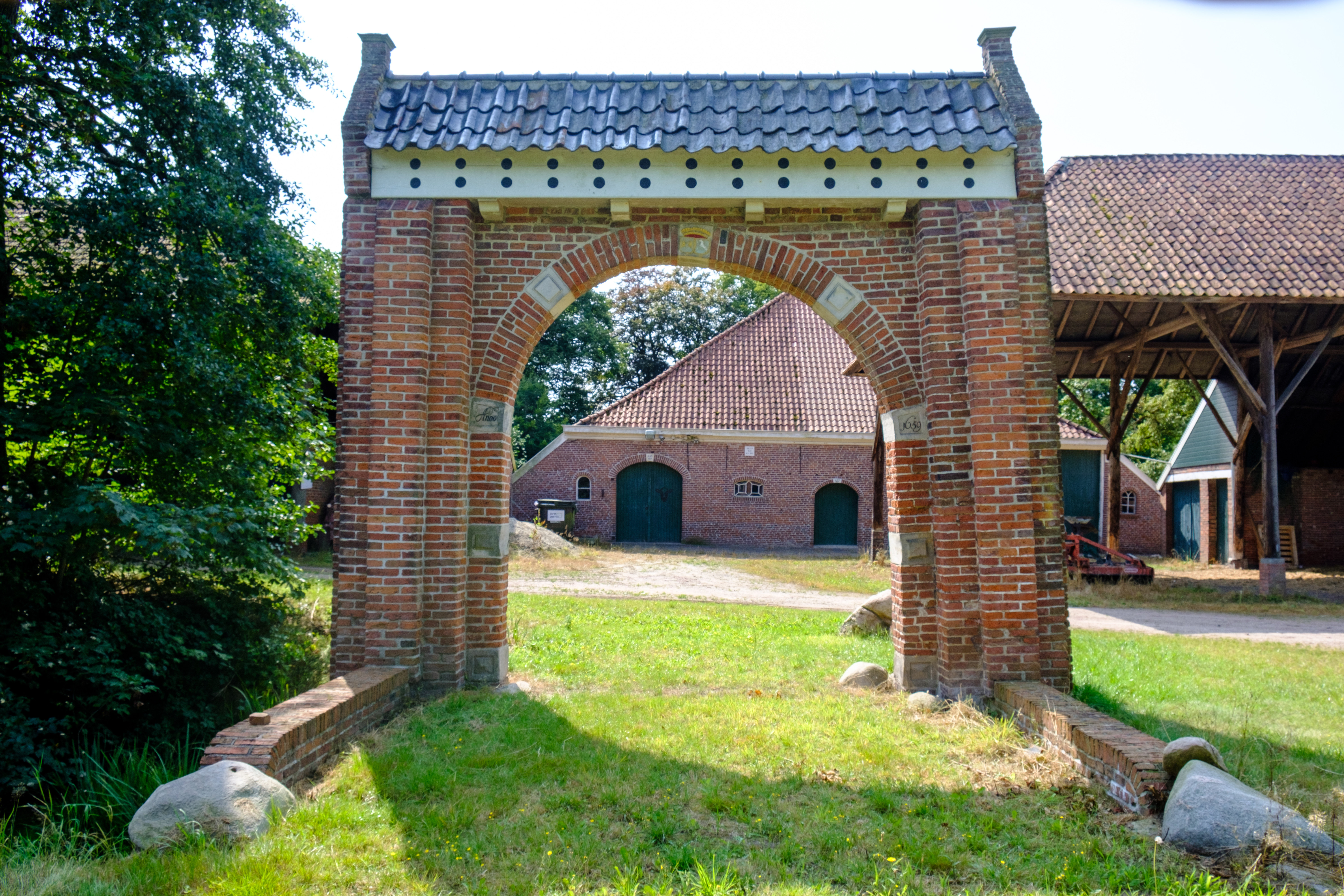
De duivenslagpoort gezien naar de boerderij
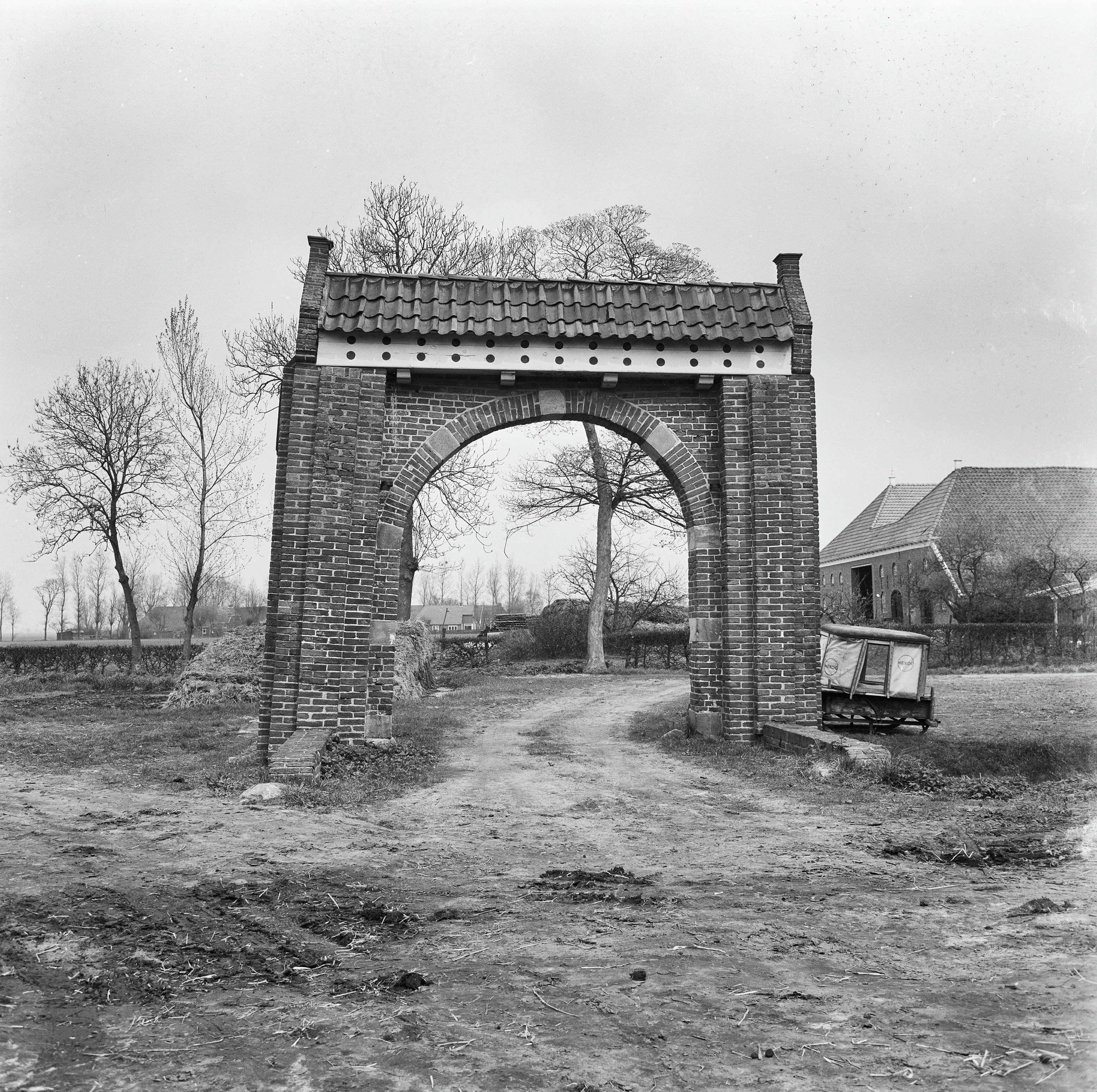
De duivenslagpoort in 1969